# 1846 في اليابان
فيما يلي قوائم الأحداث التي وقعت خلال عام 1846 في اليابان.

## سياسة

### تعيين في المنصب
- 10 مارس – الإمبراطور كوميه إمبراطور اليابان.

### انتهاء فترة المنصب
- 21 فبراير – الإمبراطور نينكو إمبراطور اليابان.

## مواليد

### يوليو
- 17 يوليو – توكوغاوا إييموتشي

## وفيات

### فبراير
- 21 فبراير – الإمبراطور نينكو (مواليد 1800)